# Tanutchai Wijitwongthong
Tanutchai Wijitwongthong (ธนัชชัย วิจิตรวงศ์ทอง), noto anche con lo pseudonimo di Mond (ม่อน) (Bangkok, 25 gennaio 1997), è un attore thailandese.

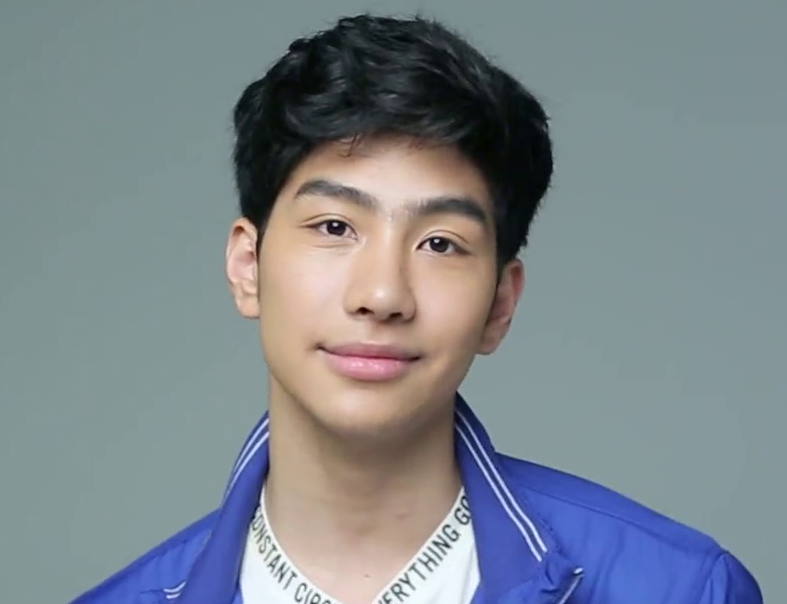
Tanutchai Wijitwongthong

È meglio conosciuto per i ruoli di Por in Fabulous 30: The Series (2017), Matt in Kiss Me Again (2018) e Badz in Boy For Rent (2019).

## Biografia
Tanutchai Wijitvongtong, soprannominato Mond, è nato e cresciuto a Bangkok, in Thailandia, da padre thailandese-cinese e madre thailandese-indiana. È il terzo di quattro fratelli, sua sorella maggiore è Chalida Vijitvongthong (Mint), una nota attrice e modella di Channel 3.
Ha completato la sua istruzione elementare presso la Maepra Fatima School e ha svolto la sua istruzione secondaria inferiore presso la Sri Ayudhya School. Mond è stato mandato dalla sua famiglia a studiare in India, ma ha incontrato alcuni problemi e ha dovuto fare ritorno in Thailandia dove ha sostenuto e superato l'esame General Educational Development (GED), equivalente al completamento del livello di istruzione secondaria. Nel 2019 si è laureato in Arti della Comunicazione presso l'Università di Bangkok.

## Carriera
Mond è entrato nel settore dell'intrattenimento dopo essere stato incoraggiato dalla sorella maggiore a frequentare i corsi di recitazione. Si è poi interessato all'argomento ed è andato ai casting di diverse agenzie. Infine, Mond ha debuttato come attore nella serie "Water Boyy" (2017) come uno dei personaggi di supporto, Kluay. Da allora, è un artista sotto la GMMTV.

## Filmografia

### Televisione
- Water Boyy: The Series - serie TV (2017)
- Fabulous 30: The Series - serie TV (2017)
- Kiss Me Again - serie TV (2018)
- The Judgement - serie TV (2018)
- Boy For Rent - serie TV (2019)
- Plara Song Krueng - serie TV (2019)
- The Underclass - serie TV (2020)
- Khun Mae Mafia - serie TV (2020)
- Not Me - serie TV (2021)